# Bledar Marashi
Bledar Marashi (sinh 3 tháng 10 năm 1990 ở Laç) là một cầu thủ bóng đá Albania hiện tại thi đấu cho Besëlidhja Lezhë ở Giải bóng đá hạng nhất quốc gia Albania.